# Богатирьов Георгій Олексійович
Георгій (Юрій) Олексійович Богатирьов (нар. 1896 — розстріляний 1937, Київ) — український радянський діяч, голова Чернігівського облвиконкому, народний комісар торгівлі Української СРР. Кандидат у члени ЦК КП(б)У в червні — серпні 1937 р.

## Біографія
Член РКП(б) з 1919 року.
11 квітня 1922 — 25 листопада 1923 року — голова виконавчого комітету Краматорської районної ради робітничих, селянських і червоноармійських депутатів Донецької губернії. З 1 грудня 1923 року — завідувач відділу місцевого господарства виконавчого комітету Бахмутської окружної ради робітничих, селянських і червоноармійських депутатів на Донбасі.
Потім — на відповідальній господарській роботі.
У 1928—1930 роках — голова виконавчого комітету Первомайської окружної ради.
28 липня 1935 — 1937 року — народний комісар внутрішньої торгівлі Української СРР.
У 1937 році — голова виконавчого комітету Чернігівської обласної ради.
1937 року заарештований органами НКВС. 25 серпня 1937 року засуджений до розстрілу. Розстріляний і похований у Биківнянському лісі біля Києва. Посмертно реабілітований.